# مونتوتونه
مونتوتونه (به ایتالیایی: Montottone) یک کومونه در ایتالیا است که در استان فرمو واقع شده‌است.

## خصوصیات
مونتوتونه ۱۶٫۴ کیلومترمربع مساحت و ۱٬۰۲۱ نفر جمعیت دارد و ۲۷۷ متر بالاتر از سطح دریا واقع شده‌است.

## خواهرخوانده
شهر کرن-زالیس خواهرخواندهٔ مونتوتونه هست.